# 성수 예식
성수 예식(聖水禮式, 라틴어: Asperges)은 기독교, 특히 로마 가톨릭교회에서 정화하거나 축복하기 위하여 여러 사람 위에 성수를 뿌리는 예식이다. 이 용어는 라틴어 번역 불가타 성경 중 시편 51편 9절의 첫 단어에서 유래하였으며, 전통적으로 트리덴티노 미사에서는 부활 시기를 제외하고는 시편 51편을 노래로 부르면서 이 예식을 거행한다. 시편 51편은 바오로 6세 미사 전례에서 때 시편, 찬가 또는 시편 구절 앞뒤에 있는 반복구로서 노래하거나 낭송하기도 한다(후렴).

## 전통 라틴 미사

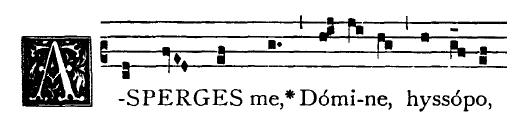
성수 예식 때 부르는 성가 아스페르제스 메의 도입부 부문 악보 (통합 성가집 발췌)

1962년판 로마 미사 경본에는 주일 미사를 시작하기에 앞서 성수 예식을 별도로 거행하도록 지시한다. 부활 시기를 제외한 시기에는 시편 51편 구절에서 유래한 아스페르제스 메(Asperges me)를 노래하며, 부활 시기 동안에는 시편 117편 구절에서 유래한 비디 아쾀(Vidi aquam)을 노래한다. 성수 예식은 초나 성지 가지 축복과 같이 미사 전에 거행하는 다른 모든 예식보다 선행되어야 한다. 집전 사제가 성수 예식을 거행할 때에는 그날 전례력에 맞는 색상의 복장을 착용하고 집전한다.
우선 사제는 장백의 위에 영대를 걸치고 그 위에 제의 대신 깝바를 걸치고 제대 앞까지 나아가 한쪽 무릎을 꿇고 인사한 후에 일어선다. 그리고 성수채에 성수를 찍어 사제 자신의 이마에 작은 십자성호를 그으며 아스페르제스 메 또는 비디 아쾀의 도입부 첫 구절을 선창한다. 다음 구절은 성가대와 회중이 이어서 노래로 부른다. 사순 시기와 성지 주일에는 성수 예식 성가에 포함된 영광송을 부르지 않는다. 사제는 먼저 제대 앞과 제대로 나아가는 단 위에 성수를 뿌린 다음 복사들과 성가대에게 뿌리고 마지막으로 회중에게 뿌린다. 이 때 성당 중앙 통로를 걸어가면서 성수를 뿌리는 것이 일반적인 경우이다. 사제가 성수를 뿌릴 때 복사와 성가대, 회중은 한쪽 무릎 인사로 예를 표하고 십자성소를 그은 뒤에 일어선다. 사제가 성수를 다 뿌렸으면 제대 앞으로 돌아와 다시 한쪽 무릎을 꿇어 인사한 후에 일어서서 제대를 향해 회중과 같이 화답하는 형식으로 기도를 바친 후에 퇴장해서 제의로 갈아 입는다. 그리고 다시 입당하여 미사를 시작한다.

## 바오로 6세 미사
주일, 특히 부활 시기의 주일에는 주님 부활의 신비를 더욱 강조하고, 교우들이 이미 받은 세례를 기념하기 위하여 물을 축복하고 뿌리는 성수 예식을 거행하는 것이 좋다. 이 성수 예식은 미사 전례 시작 예식의 참회식을 대신한다. 성수를 뿌릴 때에 교우들은 아스페르제스 메(Asperges me)나 비디 아쾀(Vidi aquam)을 부른다. 성수 예식에 어울리는 다른 성가를 부를 수도 있다. 이 예식을 마치면 곧바로 대영광송을 부르거나, 대영광송을 노래하지 않을 때에는 곧바로 본기도를 바친다.
부활 성야나 예수 성탄 대축일, 주님 세례 축일 또는 첫 번째 주일에 많은 가톨릭 성당에서는 미사 때 신자들에게 세례 때의 서약을 갱신하기 위한 시작 예식으로서 거행하고 있다. 루터교와 성공회에서도 가톨릭교회처럼 성수 예식과 더불어 세례 서약 갱신을 하는 경우도 있다. 장례 미사에서는 관을 축복하기 위해 성수 예식과 분향을 함께 한다.
집전 사제는 정해진 세 개의 기도문(그 중 하나는 부활 시기용) 가운데 하나를 선택해 물을 축성한다. 사제는 회중의 요청이나 해당 지역 교회의 관습에 따라 소금을 축복한 다음 물에 넣을 수 있다. 그 다음에 사제는 성수채를 이용해 성직자 자신과 회중에게 성수를 뿌리는데, 되도록이면 성당 안을 돌아다니며 골고루 뿌릴 것을 권장한다.
성수를 뿌리는 동안 성가대와 회중은 성수 예식과 관련된 성가를 부른다. 《로마 미사 경본》은 성경 구절을 토대로 한 몇 가지 성가를 제시하고 있다.
- 부활 시기를 제외한 시기
  - 시편 51,9
  - 에제키엘서 36,25-26
  - 베드로 1서 1,3-5
- 부활 시기
  - 에제키엘서 47,1-2.47,9
  - 스바니야서 3,8 또는 에제키엘서 36,25
  - 다니엘서 3,77-79
  - 베드로 1서 2,9

이 밖에도 성수 예식에 어울리는 다른 성가를 부를 수도 있다.
대개 일반적으로는 부활 시기와 성지 주일을 제외한 시기에는 아스페르제스 메를 부르며, 부활 시기 동안에는 비디 아쾀을 부른다.

## 같이 보기
- 성수
- 성수채
- 성수 예절